# Consejo Militar Siríaco
El Consejo Militar Siríaco (en siríaco: ܡܘܬܒܐ ܦܘܠܚܝܐ ܣܘܪܝܝܐ, MFS; en árabe: المجلس العسكري السرياني السوري‎) es una organización militar asirio/siríaca en Siria, parte de las Fuerzas Democráticas Sirias. El establecimiento de la organización se anunció el 8 de enero de 2013. Según el Consejo Militar Siríaco, el objetivo de la organización es defender los derechos nacionales y proteger a los asirios en Siria. Opera principalmente en las áreas asirias densamente pobladas de Gobernación de Al-Hasakah, y está afiliada al Partido de la Unión Siríaca.
El 16 de diciembre de 2013, el Consejo Militar Siríaco anunció la fundación de una nueva Academia Militar llamada "Mártir Abgar". El 24 de diciembre, el MFS publicó fotografías que mostraban a sus miembros en control de la aldea asiria de Ghardukah, ubicada a 8 kilómetros (5,0 millas) al sur de Qahtaniyah (Tirbespiyê / Qabre Hewore). La iglesia de la aldea había sido completamente destruida por Jabhat al-Nusra, que ocupó la aldea antes de ser expulsado a mediados de octubre durante una operación lanzada por las Unidades de Protección Popular (YPG), en la que pueden haber participado miembros del MFS. El Consejo Militar Siríaco estableció una unidad militar y policial exclusivamente femenina llamada Fuerzas de Protección de la Mujer de Bethnahrain en septiembre de 2015.

## Historia

### Operaciones de Tell Brak & Tel Hamis (2013-14)
El MFS fue parte de una ofensiva dirigida por las YPG contra Jabhat al-Nusra y el Estado Islámico  (ISIS), que comenzó el 26 de diciembre de 2013 en la zona de Tel Hamis. Las YPG y MFS no pudieron detener a Tell Brak y no pudieron capturar Tel Hamis, y la ofensiva se suspendió a principios de enero. Tell Brak fue capturado el 23 de febrero en una redada antes del amanecer por parte de YPG y el Consejo Militar Siríaco

### Ofensiva fronteriza entre Siria e Irak en junio de 2014
MFS, junto con las fuerzas de YPG, participó en una ofensiva a lo largo de la frontera entre Siria e Irak. Las fuerzas conjuntas lograron expulsar a las fuerzas del Estado Islámico después de que el grupo yihadista tomó el control de Mosul y la mayor parte de la gobernación de Nínive durante la ofensiva en el norte de Irak. La operación condujo al control total de Til-Koçar.

### Ofensiva Sinyar en agosto de 2014
El MFS, junto con las fuerzas de las YPG y otros aliados, participó en una ofensiva contra el Estado Islámico en el distrito de Sinjar en la provincia iraquí de Nínive, para rescatar a 35.000 yazidíes en las montañas de Sinjar después de la masacre de Sinjar.

### Operaciones de Khabur Valley (2015-2016)

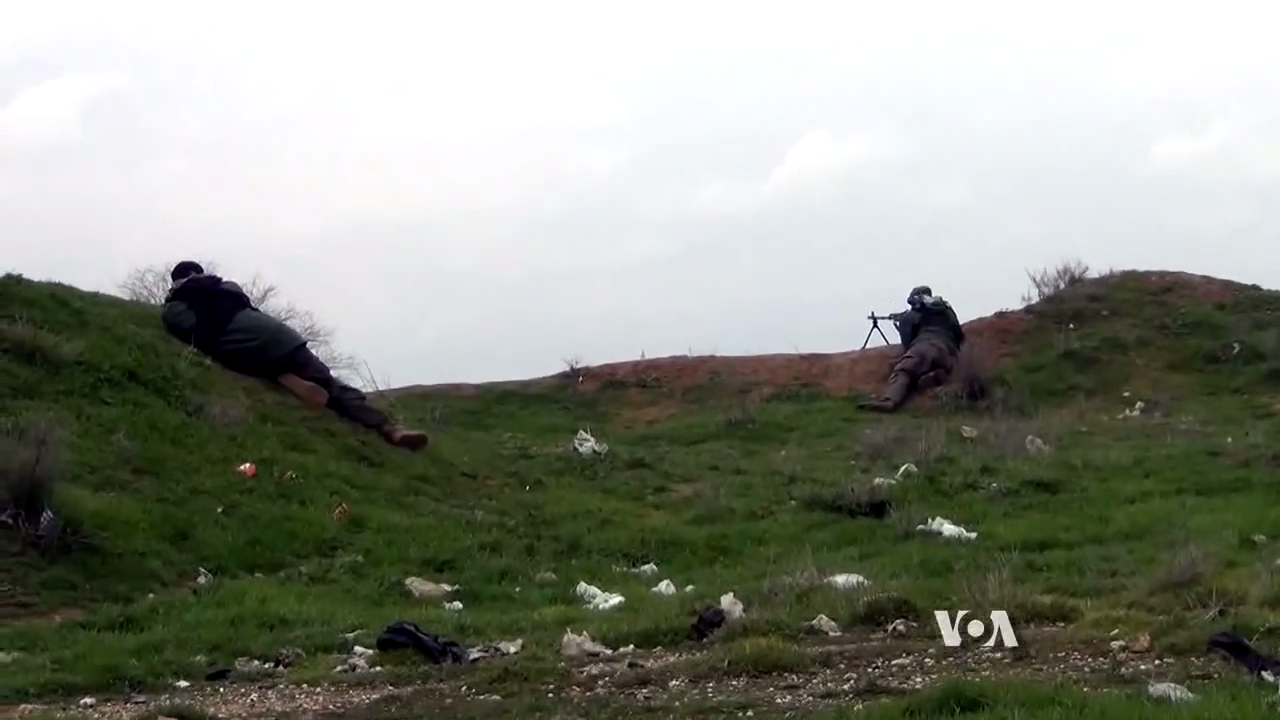
Combatientes del Consejo Militar Sirio cerca de Tell Tamer, febrero de 2015

el Estado Islámico lanzó una serie de ataques a finales de febrero de 2015 contra aldeas cristianas en el valle del río Khabur, con el objetivo final de capturar la ciudad estratégica de Tel Tamer, entonces bajo el control de YPG y MFS. A principios de marzo de 2015, unidades del Consejo Militar Siríaco y las YPG participaron en fuertes enfrentamientos en la región, sobre todo en los alrededores de las aldeas de Tel Nasri y Tel Mghas. El 15 de marzo de 2015, el Consejo informó que tenía el control de Tel Mghas.
El 11 de octubre de 2015, el Consejo Militar Sirio se convirtió en uno de los grupos fundadores de las Fuerzas Democráticas Sirias. El 31 de octubre, las SDF lanzaron una ofensiva hacia el sur a lo largo del río Khabur. Las SDF, que también incluyen a las YPG, YPJ, MFS, las Fuerzas al-Sanadid, la Brigada de Liberación y el Ejército de Revolucionarios, capturaron la ciudad de al-Hawl el 13 de noviembre. Después de la captura de al-Hawl, las SDF tenían como objetivo capturar la ciudad de al-Shaddadi más al sur.
El 16 de febrero de 2016, las SDF lanzaron la ofensiva de Shaddadi, que resultó en la captura de la ciudad y cientos de otras aldeas. Durante la ofensiva, el ISIS liberó a 42 rehenes asirios que secuestraron durante la ofensiva oriental de al-Hasakah en febrero de 2015.

### Raqqa (2016-17)
El Consejo Militar Siríaco junto con las Fuerzas de Protección de la Mujer de Bethnahrin participaron en la campaña de las SDF para capturar Raqqa del ISIS, declarando que "la lucha contra el terrorismo es la lucha por la existencia de nuestro pueblo siríaco-asirio y no podemos descansar hasta que esta lucha se gane." En enero de 2017, 6 combatientes del MFS murieron durante la campaña de Raqqa.
El 22 de enero de 2017, la Unión Europea Siria en Bruselas solicitó a Estados Unidos y a su administración Trump que brindaran más apoyo a los componentes asirio y kurdo de las Fuerzas Democráticas Sirias. Según se informa, Estados Unidos favoreció los componentes árabes en las SDF. El 3 de abril, el MFS y el HSNB reafirmaron la solicitud de más apoyo de los Estados Unidos. A fines de 2017, las fuerzas del MFS al mando de Abjer Abjer participaron en la ofensiva para eliminar los últimos bastiones del ISIS en la gobernación de Deir ez-Zor.

### 2018
El 20 de enero de 2018, Kino Gabriel, portavoz del Consejo Militar de Siria, también fue nombrado portavoz de las FDS; Abgar David lo sucedió como portavoz de MFS. El MFS también anunció su intención de luchar junto con las YPG / YPJ contra la operación militar turca en Afrin a principios de 2018, enviando tropas desde la gobernación de al-Hasakah a Afrin. Sin embargo, los combatientes del MFS que todavía estaban involucrados en la ofensiva contra ISIS permanecieron en Deir ez-Zor, "porque nuestra guerra con ISIS no terminó". El 7 de febrero de 2018, un contingente más pequeño de cazas MFS llegó a Afrin.

### 2019
El MFS luchó en la Batalla de Baghuz Fawqani, la última fase de la campaña Deir ez-Zor contra ISIL.

### Consejo militar sirio-asirio
El 6 de julio de 2019, el MFS y la Guardia Khabour anunciaron la formación del Consejo Militar Sirio-Asirio (en árabe: المجلس العسكري السرياني الاشوري‎) con el fin de unificar las organizaciones militares asirio-siríacas dentro de la región de Khabour. La declaración dijo que el consejo militar trabajaría dentro de los ideales políticos del Partido Unión Siria y del Consejo Democrático Sirio.

## Banderas
|                                                   |
| La bandera del MFS es su logo en un campo blanco. |

| |
| Un tricolor utilizado por el SUP y MFS que representan al pueblo siríaco-asirio en FDS - controlado Norte de Siria |